# Le Mêle-sur-Sarthe

Le Mêle-sur-Sarthe este o comună în departamentul Orne, Franța. În 1 ianuarie 2022 avea o populație de 659 de locuitori.